# Boa Hora
Boa Hora là một đô thị thuộc bang Piauí, Brasil. Đô thị này có diện tích 335,747 km², dân số năm 2007 là 6075 người, mật độ 18,09 người/km².